# Lisowo (powiat gryficki)
Lisowo – osada w północno-zachodniej Polsce, położona w województwie zachodniopomorskim, w powiecie gryfickim, w gminie Płoty.
Na wschód od wsi znajduje się Jezioro Lisowskie, na którym w 1924 wybudowano małą elektrownię wodną.
W latach 1975–1998 miejscowość administracyjnie należała do województwa szczecińskiego.
W 2002 roku osada liczyła 19 budynków (18 mieszkalnych), w nich 57 mieszkań ogółem, z nich 54 zamieszkane stale. Z 56 mieszkań zamieszkanych 34 mieszkań wybudowany między 1918 a 1944 rokiem, 3 — między 1945 a 1970, 1 — między 1971 a 1978 i 14 — między 1979 a 1988.
Od 231 osób 81 było w wieku przedprodukcyjnym, 96 — w wieku produkcyjnym mobilnym, 39 — w wieku produkcyjnym niemobilnym, 15 — w wieku poprodukcyjnym. Od 170 osób w wieku 13 lat i więcej 20 mieli wykształcenie średnie, 48 — zasadnicze zawodowe, 97 — podstawowe ukończone i 5 — podstawowe nieukończone lub bez wykształcenia.
W 2008 roku utworzono sołectwo Lisowo, wcześniej wieś należała do sołectwa Wyszogóra.
Gmina Płoty utworzyła sołectwo Lisowo, będące jej jednostką pomocniczą, obejmuje ono dwie wsie: Lisowo oraz Wilczyniec. Mieszkańcy obu wsi wyłaniają na zebraniu wiejskim sołtysa i radę sołecką, która składa się z minimum 3 osób, a jej liczbę członków ustala zebranie wiejskie.

## Ludność[2]
W 2011 roku w miejscowości żyło 226 osób, z nich 106 mężczyzn i 120 kobiet; 65 było w wieku przedprodukcyjnym, 97 — w wieku produkcyjnym mobilnym, 42 — w wieku produkcyjnym niemobilnym, 22 — w wieku poprodukcyjnym.

## Zabytki
- zespół pałacowy:
  - pałac, XVIII/XIX, 1882, nr rej.: A-1884z 17.05.1990. Eklektyczny z narożną wieżą krytą hełmem ostrołukowym i dekorowanymi szczytami. Wybudowany w 1882 z wykorzystaniem murów XVIII w. rezydencji, obok zabudowa folwarczna[6].
  - park, XIX, nr rej.: A-1884z 12.12.1982